# 南太平洋海戦
南太平洋海戦（みなみたいへいようかいせん）は、1942年10月26日にソロモン海域で行われた日本海軍とアメリカ海軍の空母機動部隊同士の海戦。アメリカ軍の呼称はサンタ・クルーズ諸島海戦(Battle of the Santa Cruz Islands)。
日本軍は空母翔鶴と瑞鳳が大破・中破という損害を受けたものの、アメリカ軍の空母ホーネットを撃沈、空母エンタープライズを中破という戦果を挙げ、戦術的には日本軍の勝利であった。しかし多数の航空機と搭乗員を失い、また戦闘の主目的であるガダルカナル島のヘンダーソン飛行場も占領できなかった。

## 概要
ガダルカナル島の戦いにおいて、最も重要な役割を担ったガダルカナル島ヘンダーソン飛行場をめぐって行われた日米主力機動部隊の海戦。1942年（昭和17年）10月下旬、ガダルカナル島の日本陸軍第十七軍が米軍支配下のヘンダーソン飛行場に総攻撃を実施することになり、日本海軍は空母機動部隊を含む多数の水上艦艇を投入して支援にあたることとなった。これを阻止するためアメリカ軍も空母機動部隊をサンタクルーズ諸島方面に派遣し、10月26日の本海戦に至った。日本海軍はアメリカ機動部隊を撃退して戦術的には勝利を収めたが、日本陸軍のガ島ヘンダーソン飛行場に対する総攻撃は失敗した。戦略的にはアメリカ軍の勝利（飛行場維持成功）に終わった。日本海軍機動部隊の航空隊の消耗も甚大で、その後の日本軍の作戦行動に影響を与える。

## 背景
1942年6月のミッドウェー海戦で日本軍主力空母4隻（赤城、加賀、飛龍、蒼龍）を撃沈して勝利したアメリカ軍は、2か月後の8月7日にウォッチタワー作戦を発動し、アメリカ軍海兵隊がツラギ島（フロリダ諸島）とガダルカナル島に上陸する（フロリダ諸島の戦い）。ガダルカナル島では、完成したばかりの日本軍飛行場を占領した。この飛行場は、のちにヘンダーソン飛行場と命名された。
日本軍は基地航空部隊の第十一航空艦隊と、南東方面を担当する第八艦隊にアメリカ軍の撃退を命じ、外南洋部隊は第一次ソロモン海戦で勝利を収めた。だが海軍特別陸戦隊の輸送船団はツラギ島に到着できず、8月18日にガ島に上陸した一木清直陸軍大佐の一木支隊先遣隊もイル川渡河戦で壊滅し、アメリカ海兵隊の早期撃退企図は頓挫した。この間、アメリカ軍は護衛空母ロング・アイランドによりヘンダーソン飛行場へ航空隊を空輸することに成功した。これ以降、ヘンダーソン飛行場の航空隊は逐次増強され、ガ島へ向かう日本軍増援部隊は絶えず空襲に晒されるようになった（川口支隊第一次輸送失敗など）。
8月24日、日本艦隊（第二艦隊司令長官近藤信竹中将が指揮する前進部隊、第三艦隊司令長官南雲忠一中将が指揮する機動部隊）は、アメリカ軍の二つの任務部隊、すなわち空母サラトガを基幹とする第11任務部隊と、空母エンタープライズを基幹とする第16任務部隊と交戦した（日本側呼称：第二次ソロモン海戦、連合軍側呼称：東部ソロモン海戦）。この戦いでアメリカ軍は日本軍の軽空母龍驤を撃沈し、水上機母艦千歳を撃破した。さらに日本軍輸送船団を航空攻撃で阻止し、勝利を収めた。日本軍は輸送船団によるガ島増援作戦をあきらめ、駆逐艦など軽快艦艇による鼠輸送を開始した。その一方、一航戦の空襲で空母エンタープライズが損傷し、真珠湾に回航されて修理をおこなった。
8月31日、伊号第二十六潜水艦の攻撃でフランク・J・フレッチャー中将の旗艦サラトガが大破して、長期修理を余儀なくされた。
9月12日以降、ガダルカナル島に上陸していた川口清健陸軍少将の日本陸軍川口支隊が、ヘンダーソン飛行場に総攻撃を敢行した。支援部隊（前進部隊、機動部隊）はトラック泊地を出撃してガ島北方海面を遊弋したが、川口支隊攻撃失敗によりトラック泊地に引き揚げた。日本艦隊阻止のため行動していたアメリカ海軍機動部隊も、9月15日に伊19の奇襲で空母ワスプが沈没した。さらにホーネットを護衛していた戦艦ノースカロライナも中破した。この時点で、太平洋戦線で作戦行動をとれる正規空母はホーネット、新鋭戦艦はワシントンのみとなった。アメリカ軍は修理中のエンタープライズとサラトガの復帰を急いだ。このうち、エンタープライズは10月中旬までに対空火砲の強化を含む修理が完了した。エンタープライズと最新鋭戦艦サウスダコタをふくむ第16任務部隊は真珠湾を出撃して南下し、10月24日午後4時頃にエスピリッツサント島から北東約500kmの地点で、ホーネットを基幹とする第17任務部隊に合流した。
また、太平洋艦隊司令長官のチェスター・ニミッツ大将は、南西地区の司令官をゴームレー中将からハルゼー中将に交代させた。ニミッツ大将は、ゴームレー中将がガダルカナルで苦戦する部隊を率いるにはあまりに狭量で、悲観的過ぎると感じていたのである。ハルゼー中将は着任すると直ちに日本艦隊と決戦するための計画の策定を開始した。この海域で作戦をおこなう第61任務部隊の指揮官は、トーマス・C・キンケイド少将であった。
日本海軍連合艦隊も、ガ島攻勢に向けて動いていた。第十七軍（司令官百武晴吉中将）が10月中旬に予定していたガダルカナル島での総攻撃を支援するため、南東方面ではラバウル所在の第八艦隊司令長官三川軍一中将を指揮官とする外南洋部隊が麾下の駆逐艦や巡洋艦でガ島への鼠輸送を実施し、さらに水上機母艦日進が重機材を輸送していた。日進輸送に加えて、高速輸送船団による大量輸送も実施予定であった。トラック泊地には、第二艦隊司令長官近藤信竹中将（旗艦「愛宕」）が指揮する支援部隊（近藤長官を指揮官とする前進部隊〈 第三戦隊：戦艦金剛、榛名、第二航空戦隊：空母隼鷹、飛鷹 〉および第三艦隊司令長官南雲忠一中将を指揮官とする機動部隊〈 第一航空戦隊〈空母瑞鶴、翔鶴、瑞鳳〉等）が集結していた。第一航空戦隊と第二航空戦隊にはミッドウェー海戦で乗艦を失ったパイロット達も多数着任しており、士気旺盛だったという。
10月7日、ガダルカナル島ではアメリカ軍の反撃により第二師団（師団長丸山政男中将）が後退を余儀なくされ、第十七軍の作戦計画に齟齬が生じた。ガ島現地軍を指導していた大本営陸軍部参謀辻政信中佐は、ヘンダーソン基地への第十七軍総攻撃が10月25日に遅延すると海軍や大本営に通知した。10月11日午前中、第二艦隊司令長官近藤信竹中将（支援部隊指揮官）が指揮する前進部隊（近藤長官）と機動部隊（南雲長官）は、それぞれトラック泊地を出撃した。サボ島沖海戦のあと、10月13日から14日にかけて行われた挺身隊（指揮官栗田健男第三戦隊司令官：戦艦金剛、榛名）によるヘンダーソン飛行場艦砲射撃の成功を受けて第十七軍は総攻撃の準備をおこなうが、無事だった飛行場から飛来したアメリカ軍攻撃隊により高速輸送船団は空襲で輸送船3隻を喪失、揚陸した物資もすべて焼き払われてしまった。第三戦隊に続き、10月14日に第八艦隊の重巡2隻（鳥海、衣笠）、10月15日に第五戦隊（妙高、摩耶）と第二水雷戦隊などが飛行場砲撃をおこなった。飛行場を維持するガ島のアメリカ海兵隊も苦しい状況が続いた。
総攻撃準備のためガ島ヘンダーソン基地に対する空襲を強化中の10月20日夜、第二航空戦隊（司令官角田覚治少将）の旗艦飛鷹で火災と機関故障が発生し、速力低下により航空戦続行が不可能となる。飛鷹は旗艦任務と搭載機を姉妹艦隼鷹に移し、駆逐艦2隻（電、磯波）に護衛されてトラック泊地に回航された。日本軍はアメリカ軍と戦う前から空母1隻を事実上失ったことになる。一方で、10月17日のガダルカナル島飛行場攻撃で消耗していた隼鷹の戦力は回復した。また飛鷹の零戦16、九九艦爆17がラバウルに移動した。日米双方の事情により、日本陸軍のガ島総攻撃実施日（Y日）は10月21日から23日、23日から24日へと、たびたび延期された。連合艦隊は燃料と月齢の関係から10月23日までに総攻撃を開始するよう要望しており、日本陸海軍間に微妙な空気が流れた。
同時期、アメリカ軍はガダルカナル島のヘンダーソン基地に航空燃料を補給するため、燃料補給船団（貨物輸送船〈ベラトリクス、アルキバ〉、魚雷艇母艦〈ジェームズタウン〉、艦隊曳船〈ヴィレオ〉、駆逐艦〈メレディス、ニコラス〉）を編成してガ島にむかわせ、第64任務部隊（戦艦ワシントン、軽巡洋艦アトランタ、駆逐艦ウォーク、駆逐艦ベンソン）が間接護衛をおこなった。10月15日、南雲機動部隊は索敵機を発進させ、重巡の水上偵察機が米軍燃料補給船団を発見した。一航戦攻撃隊（零戦8、艦爆21、艦攻9）は船団から分離してガ島へ進撃していたメレディスを撃沈（日本側は軽巡洋艦撃沈と誤認）、曳船ヴィレオを損傷させたが、翔鶴艦爆1、瑞鶴艦攻2を失った。10月18日、駆逐艦グウィン、グレイソン、曳船セミノールが曳船や生存者を発見し、ガ島へ曳航して燃料補給に成功した。
10月20日午後7時頃、サンクリストバル島東端の南100浬において伊号第百七十六潜水艦は第64任務部隊を発見する。伊176は重巡洋艦チェスターを雷撃して大破させた。これ以降、日本艦隊に敵主力部隊（第64任務部隊）に関する情報はたびたび入ってきたが、肝心の敵機動部隊の所在がわからず、東方から奇襲される恐れがでてきた。10月22日夜、利根型重巡洋筑摩と秋月型駆逐艦照月が牽制部隊となり、日本軍機動部隊から分離して南方200浬(370km)地点に進出した。筑摩は偵察機を発進させるが米艦隊を発見できず、アメリカ軍飛行艇の雷撃を回避したあと、南雲部隊（筑摩は前衛、照月は本隊）に合流した。10月23日、連合艦隊は以下の警告を発した。
1. ここの数日来、敵空母の所在不明。敵機動部隊に対し、サンタクルーズ島方面、とくに警戒の要ありと認む。
2. 24日、X区哨戒機および二式飛行艇はなるべく早く発進し、かつ許す限り長く哨戒のことに取り計らわれたし。

日本軍機動部隊は23日正午に前衛部隊を分離し、陸軍支援の態勢に入った。しかし日本陸軍から総攻撃延期の連絡があり、日本軍機動部隊は北上した。たびかさなる延期に苛立ち、またアメリカ軍哨戒機に発見される事を懸念した南雲機動部隊は、駆逐艦嵐（第4駆逐隊司令有賀幸作大佐）を東方に派遣し、26日まで北方に待機する旨を連合艦隊司令部に報告させた。宇垣纏(連合艦隊参謀長)は第三艦隊の行動を優柔不断・独断的措置と解釈し、前進部隊が孤立する事への懸念も示した。24日午後6時44分、山本五十六連合艦隊長官の下令に従い、日本軍機動部隊は再び南下した。南雲機動部隊の北上と南進の反復行動は草鹿龍之介参謀長の指示によるものだったが、南雲長官は草鹿を呼び出すと今後の作戦方針について検討を行い、連合艦隊の命令に従って南下を決定した。
10月23-25日にかけて、日本陸軍はガダルカナル島で総攻撃を行うが、猖獗（）を極めるジャングルでの行軍で将兵は消耗して部隊間の連絡も途切れがちとなり、さらに重装備を持たない戦闘のため苦戦を強いられる。指揮系統も混乱する。第二師団の総攻撃は、兵力を増強し防御陣地で待ち構えていたアメリカ軍海兵隊（2万3000名）の反撃に遭い失敗に終わった。
にもかかわらず10月24日夜には「2100、バンザイ（21時、ガダルカナル飛行場を完全に占領）」「22時50分発信：2100稍（）前、第二師団右翼隊ハ飛行場ヲ占領セリ　同時左翼隊ハ飛行場付近ノ敵ト交戦中」という一報が発信された。日本海軍にも情報が伝わり、艦隊は一気に沸き立った。飛行場占領の速報は大本営にも通知された。その後、25日午前2時から午前3時にかけて「〇二一〇飛行場ハ未タ占領シアラス」「師団ハ未タ飛行場ヲ占領シアラス　両翼隊共飛行場付近ニ於テ激戦中」との情報が飛び込んだ。日本艦隊では、飛行場占領が誤報とわかり落胆している。宇垣纏連合艦隊参謀長の「戦藻録」からも、日本陸軍の度重なる総攻撃予定変更に対する当惑と苛立ちがうかがえる。（詳しくはガダルカナル島の戦いを参照）
外南洋部隊（第八艦隊）は、日本陸軍のガ島総攻撃に呼応して支援攻撃を行うことになっていた。外南洋部隊麾下の第6駆逐隊司令山田勇助大佐が指揮する駆逐艦3隻（暁、雷、白露）と、第四水雷戦隊（司令官高間完少将）は、24日深夜から25日朝にかけてガダルカナル島泊地に突入する。
当時、掃海駆逐艦ゼイン (USS Zane, DMS-14) がルンガ泊地で荷役作業中であったが、3隻の日本駆逐艦の出現により逃亡を図る。日本側3隻はシーラーク水道を突っ切ってゼインまで5カイリに接近したところで砲撃を開始し、ゼインに命中弾1発を与えるが主任務であるアメリカ軍陣地砲撃との兼ね合いからそれ以上の追撃はできなかった。
再度ルンガ泊地に向かうと、今度はアメリカ海兵隊向けの軍需品をガダルカナル島に陸揚げ中の艦隊曳船セミノール (Seminole, AT-65) と沿岸哨戒艇YP-284を発見した。セミノールとYP-284は接近してきたのが日本駆逐艦だと知ると陸揚げ作業を打ち切り、直ちに逃亡を開始した。間髪入れず砲撃を開始し、YP-284を砲撃で炎上させて撃沈したのに続きセミノールも砲撃により撃沈した。突撃隊は小型輸送船1隻・仮装巡洋艦1隻の撃沈を記録した。
続いて海兵隊陣地に対して艦砲射撃を開始するが、海兵隊陣地の5インチ海岸砲からの反撃により暁の三番砲塔の薬室に1発が命中して一時火災が発生、4名の戦死者を出す被害を受けた。雷も緊急発進したF4Fワイルドキャット戦闘機の機銃掃射で損傷、銃撃で数名が死傷する被害を受けた。
突撃隊は無事にルンガ泊地から脱出したが、続いてガ島に突入しようとした高間完第四水雷戦隊司令官指揮下の6隻（秋月〈四水戦旗艦〉、由良、村雨、五月雨、夕立、春雨）はヘンダーソン飛行場から飛来したアメリカ軍SBDドーントレス急降下爆撃機とF4Fワイルドキャット戦闘機の波状攻撃を受け、軽巡由良が沈没している。四水戦旗艦秋月も中破し、高間少将は村雨に移乗した。これらの状況をうけて第八艦隊司令長官は外南洋部隊各隊にショートランドへの帰投を命じた。
ガ島でこのような戦闘が繰り広げられる中、第61任務部隊ことエンタープライズを基幹とするキンケイド提督の第16任務部隊と、ホーネットを基幹とするマレー提督の第17任務部隊、戦艦ワシントンを基幹とするリー提督の第64任務部隊は、日本軍の攻撃と艦隊を邀撃するため、ガダルカナル島北東海面すなわちサンタ・クルーズ諸島北方を索敵して日本艦隊を邀撃するよう命じられた。

## 戦闘経過

北方より進出する日本艦隊と南方より進出するアメリカ艦隊が会戦した

日本海軍の海戦参加部隊において、支援部隊指揮官（近藤長官、旗艦「愛宕」）が、前進部隊（第二艦隊）と機動部隊（第三艦隊、旗艦「翔鶴」）を指揮する。支援部隊指揮官は前進部隊指揮官を兼ねる。
第三艦隊司令長官南雲忠一中将が指揮する機動部隊本隊（第一航空戦隊〈空母翔鶴 、瑞鶴、瑞鳳〉、重巡〈熊野〉、駆逐艦〈嵐、舞風、雪風、時津風、天津風、初風、浜風、照月〉）、第十一戦隊司令官阿部弘毅少将が指揮する機動部隊前衛部隊（戦艦〈比叡、霧島〉、重巡〈利根、筑摩、鈴谷〉、軽巡〈長良〉、駆逐艦〈谷風、浦風、磯風、秋雲、風雲、巻雲、夕雲〉）、本隊の後方に補給部隊（駆逐艦〈野分〉、油槽船6隻）、機動部隊より西方に第二艦隊司令長官近藤信竹中将が指揮する前進部隊（重巡〈愛宕、高雄、妙高、摩耶〉、戦艦〈金剛、榛名〉、第二水雷戦隊、第二航空戦隊〈隼鷹〉）という4つの集団にわかれて行動していた。
機動部隊前衛部隊は空母へ向かう敵機の攻撃を吸収するために、機動部隊前方に横一列に並んだ。

### 両軍の索敵
10月25日、日本軍は数日前から見失っていたアメリカ軍機動部隊を求め索敵を活発に行ったが、アメリカ軍機動部隊の発見には至らなかった。対するアメリカ軍は、哨戒中のPBYカタリナ飛行艇が25日午前中に日本軍機動部隊を発見した。同25日正午すぎには、水上機母艦カーティスの水上偵察機が日本空母2隻を発見した。
南雲中将は日本陸軍総攻撃成功（ヘンダーソン飛行場占領）の報告を受けて南下していたが、誤報と判明してから機動部隊本隊のみ北上、機動部隊前衛はそのまま南下をつづけていた。アメリカ軍哨戒機の出現により、南雲中将は前衛にも反転北上を命じた。前衛はB-17 6機の攻撃を受けたが被害を受けなかった。
一方、第61任務部隊のキンケイド少将は、指揮下のエンタープライズから索敵を兼ねてF4Fワイルドキャット戦闘機16機、SBDドーントレス急降下爆撃機12機、TBFアヴェンジャー雷撃機7機からなる攻撃隊を発進させた。その後の報告で日本軍機動部隊が北に反転したことが判明したが、キンケイド少将は無線封止を維持するため攻撃隊に日本軍位置情報を転送しなかった。アメリカ軍攻撃隊は反転した日本軍機動部隊を捕捉出来ず、燃料切れや着艦時の事故でF4F1機、SBD4機、TBF3機の計8機（『THE BIG E』では7機）を失った。また朝の着艦事故でF4F4機が失われており、エンタープライズの航空隊は決戦を前に航空機12機を失うという大きな痛手を受けている。
午前9時、山本五十六連合艦隊長官は前進部隊（第二艦隊、第二航空戦隊）の航空兵力で、ガダルカナル島の敵軍陣地・アメリカ艦隊の攻撃を命じた。これを受けて空母隼鷹から発進した零戦12機、九九艦爆12機（攻撃隊指揮官志賀淑雄大尉）はガ島ヘンダーソン飛行場を爆撃し、石油タンクの炎上を確認した。二航戦の空襲と並行して、基地航空部隊も飛行場爆撃と上空制圧をおこなった。午前10時、前衛部隊索敵機が「米軍戦艦2-3、防空巡洋艦4、巡洋艦1、駆逐艦12、ツラギより方位160度、170マイル」を報じた。支援部隊指揮官（近藤長官）は南雲機動部隊に「成シ得レバ攻撃セヨ」と命じたが、機動部隊は「本日攻撃ノ見込ナシ」と返電した。19時18分、連合艦隊電令作第354号は『陸軍は今夜19時、ガ島突入の予定にして、26日、敵艦隊はガ島南東海面に出現の算大なり。連合艦隊は26日敵艦隊を捕捉撃滅せんとす』と伝える。この電令の中で山本長官は日本軍基地航空隊も米艦隊を攻撃するよう求めているが、実際の海戦は機動部隊と機動部隊の正面衝突となり、基地航空隊は全く関与しなかった。第四艦隊麾下の第四空襲部隊も飛行艇や陸攻で26日以降の偵察を実施したが、連合軍を発見しなかった。この時、アメリカ軍はハワイのラジオ放送を通じて「近くソロモン方面で大海空戦が行われる。米国民に良きプレゼントを送る」というプロパガンダを行っていたとされる。夜間、前衛の磯風は飛行艇から雷撃されるが、命中しなかった。
海戦当時の日本艦隊の配置は、機動部隊本隊（南雲長官）と前衛（阿部中将）の距離が50 - 60浬、第二航空戦隊ふくむ前進部隊（近藤長官）は機動部隊の西方100～120浬を行動していた。10月26日、南雲忠一中将の機動部隊本隊は午前0時30-50分にアメリカ軍のPBYカタリナ飛行艇から爆撃を受け、瑞鶴の至近距離に爆弾が落下した。各艦を攻撃したB-17はエスピリトゥサント島から、カタリナ飛行艇はヌデニ島などから飛来しており、爆撃・雷撃を実施するとともに日本艦隊の位置を通報している。カタリナ飛行艇が発した情報は、エスピリトゥサント島基地航空隊を経由して2時間後の26日0312にアメリカ軍機動部隊へ届けられたという。ニューカレドニア島ヌーメアの司令部から指揮をとるハルゼー提督は「攻撃せよ、反覆攻撃せよ」の命令を発した。
これに対し、米艦隊の奇襲を受ける可能性があると判断した南雲機動部隊は、ガダルカナル島北東460km地点で反転北上する。そして黎明（日出03時45分）から艦上攻撃機13機による二段索敵を開始した。レーダーがないと夜間は索敵できないため、夜明け前と夜明けの直前といったように時間差をあけて同一の方面へ偵察機を派遣し、先発の機が索敵できなかった海域を後発の機が索敵、夜明けと同時または夜明けから短時間で捜索を完了させるという方法である。日本軍前進部隊（第二艦隊）からも、重巡洋艦や軽巡から零式水上偵察機や九四式水上偵察機が発進し、索敵にあたった。一方のアメリカ軍も、エンタープライズからドーントレス16機が発進し、2機ずつのペアになって索敵に向かった。

### 両軍の攻撃隊発進
10月26日の日の出は、日本時間午前3時45分である。天候は晴れ、風速は北西10ノット以下、海面は穏やかで、たびたびスコールがあった。午前4時50分、日本軍翔鶴四番索敵機はアメリカ軍機動部隊を発見し「敵空母サラトガ型1、戦艦2、巡洋艦4、駆逐艦16、針路北西」（南雲機動部隊から125度210浬）を報告した。瑞鶴索敵機も敵艦隊を発見していたが、同機の報告は母艦に届かなったという。日本軍はアメリカ軍機動部隊戦力を空母3隻と判断した。
午前5時30分頃、翔鶴飛行隊長村田重治少佐が指揮する第一次攻撃隊が発進する。内訳は旗艦翔鶴から24機（村田機を含む九七式艦上攻撃機20機、零式艦上戦闘機4機）が発進、瑞鶴から瑞鶴飛行隊長高橋定大尉が率いる29機（九九式艦上爆撃機21機、零式艦上戦闘機8機）、瑞鳳から（零戦9機）、三艦合計62機（零戦21、艦爆21、艦攻20）が発進した。また触接のため瑞鶴と瑞鳳から艦攻各1機が発進した。
続いて第2次攻撃隊として各艦合計44機（九七艦攻16機、九九艦爆19機、零戦9機）が発進準備を行う。だが、翔鶴のレーダーがアメリカ軍機の機影をとらえたため第二次攻撃隊全機が揃うまで発進を調整せず、まず翔鶴から(関衛少佐・翔鶴飛行隊長：艦爆19、新郷少佐・翔鶴飛行隊長：零戦5）が発進し、30分遅れた午前6時45分、瑞鶴から（今宿大尉・瑞鶴飛行隊長：艦攻16、零戦4）が発進した。他に触接のため艦攻2機（翔鶴1、瑞鶴1）が発進した。母艦上空直掩に零戦を配備したため、南雲部隊は攻撃隊に十分な数の護衛機をつけられなかった。
またアメリカ軍機動部隊発見の報告は日本軍前進部隊（第二艦隊）麾下の空母隼鷹（二航戦）にも伝えられ、前進部隊はガダルカナル島攻撃を中止した。アメリカ軍機動部隊の攻撃に向け、航空隊の発進準備がはじまった。前進部隊指揮官の近藤信竹中将は第二航空戦隊を南雲機動部隊の指揮下に預けると自身はアメリカ軍方向に南下し、同時に機動部隊前衛（第十一戦隊：戦艦比叡、霧島等）を指揮下に入れ夜戦を挑む考えを各部隊に通達した。
ほぼ同時刻、アメリカ軍も日本艦隊を発見した。エンタープライズはSBD 16機を偵察に投入しており、SBD 2機のペアは第61任務部隊の北東方面を捜索した。ウェルチ大尉機とマクグロウ中尉機は、「フロート1つ」の日本軍水上偵察機とすれ違い、20分後に金剛型戦艦を発見した。キンケイド提督は「戦艦2隻、重巡洋艦1隻、駆逐艦7隻、南緯8度10分、東経163度55分、針路北、速度20ノット」という報告を受け取る。まもなく、第10偵察隊隊長J・R・"バッキー"・リー少佐と僚機から「空母2隻、護衛艦、南緯7度5分、東経163度38分」(距離320km)の連絡が入った。リー機とジョンソン中尉機は襲ってきた零戦3機を返り討ちにしたと主張し、2機とも生還した。日本軍機動部隊の位置をつかんだキンケイド少将は、指揮下の第16任務部隊と第17任務部隊に対し、直ちに攻撃隊発進を命令する。空母ホーネットから第1次攻撃隊29機（F4Fワイルドキャット8機、SBDドーントレス15機、TBFアベンジャー6機）、空母エンタープライズから第2次攻撃隊19機（F4F 8機、SBD 3機、TBF 8機）、さらに「ホーネット」から第3次攻撃隊25機（F4F 7機、SBD 9機、TBF 9機）、合計73機が推定距離200浬の日本艦隊にむけて発進した。
南雲機動部隊から空母翔鶴の第二次攻撃隊の発艦準備が終了しかけたとき、瑞鶴より「発艦作業30分遅れる」と報告が来た。さらに、索敵中のアメリカ軍SBDドーントレス2機（バーニー・ストロング大尉機、チャールズ・アーヴィン少尉機）が彼らに全く気付いていない空母瑞鳳に奇襲をかける。上空警戒中の零戦9機もSBD 2機を阻止できなかった。SBD 2機が投下した爆弾は瑞鳳の飛行甲板後部を直撃した。ストロング機とアーヴィン機は日本軍の対空砲火と零戦の迎撃をふりきり、逆に計2機の零戦の撃墜を主張して生還している。日本軍にとって幸運なことに被弾箇所が最後部であったこと、被害艦が第二次攻撃隊を艦内に抱えていた瑞鶴でなかったため、誘爆によるミッドウェー海戦の悪夢再現は避けられた。しかし飛行甲板の破孔により、瑞鳳は発着艦不能となった。瑞鳳は駆逐艦2隻（舞風、初風）に護衛され戦線を離脱する。このため南雲長官は瑞鶴隊を置いて、翔鶴隊を発進させた（第二次攻撃隊戦力は上記参照）。攻撃隊が発進すると翔鶴では被弾に備えて可燃物を全て捨てたが、この時、演芸会用の女着物とかつらが投げ込まれるのが目撃された。
日本軍機動部隊の第一次攻撃隊は、進撃途中に日本艦隊を目指すアメリカ軍のホーネット隊とすれ違った。お互いに相手を視認しながら、両軍とも素知らぬふりをしてやり過ごそうとする。次にエンタープライズ隊とすれ違って間もなく、日本軍攻撃隊最後尾に位置していた瑞鳳零戦隊9機（指揮官/日高盛康大尉）が反転し、エンタープライズ隊19機（艦戦8、艦爆3、艦攻8）を追撃した。エンタープライズ攻撃隊は零戦の奇襲で損害を受けた。F4F 3機が撃墜され、1機は被弾し機銃と無線を破壊されて母艦エンタープライズへの帰投を余儀なくされた。また雷撃隊も指揮官機を含む2機を撃墜され、1機が不時着し、別の1機が被弾により攻撃を諦め母艦へ帰還した。エンタープライズ隊はF4F 4機、SBD 3機、TBF 4機となったが、進撃を続けた。一方瑞鳳隊（零戦9）は空戦により零戦2機が撃墜されて残存7機となった上、母艦の方角がわからなくなってしまう。第一小隊2機（日高大尉）、第2小隊（内海秀一中尉）2機、第3小隊（河原政秋飛曹長）3機の各小隊ごとに分散して帰投するも、内海小隊2機が帰途行方不明、誘導機も帰投しなかった。瑞鳳零戦隊9機は4機喪失（2機撃墜、2機行方不明）1機大破という損害を出した。

### 米空母被弾

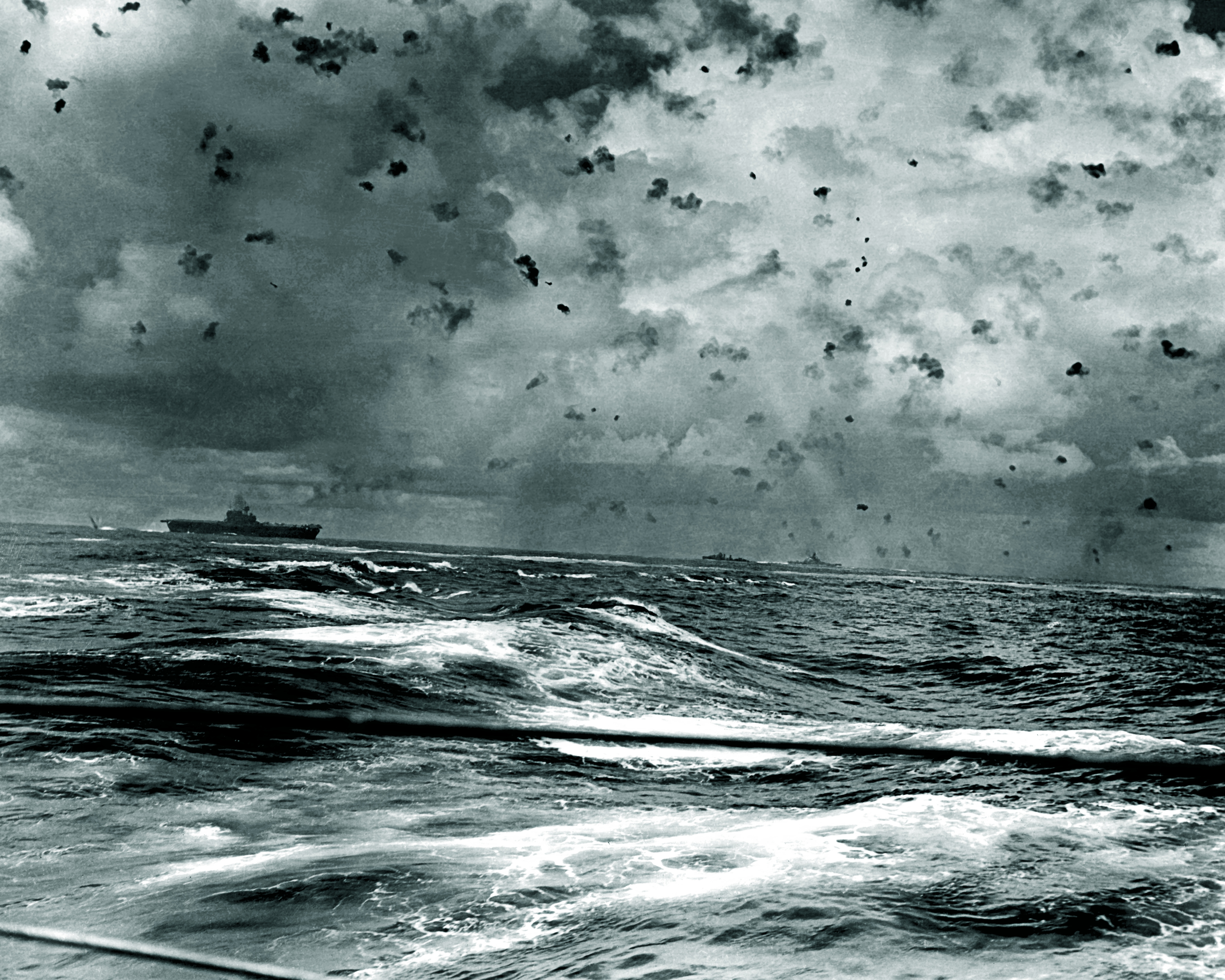
空襲下にある空母 エンタープライズ。

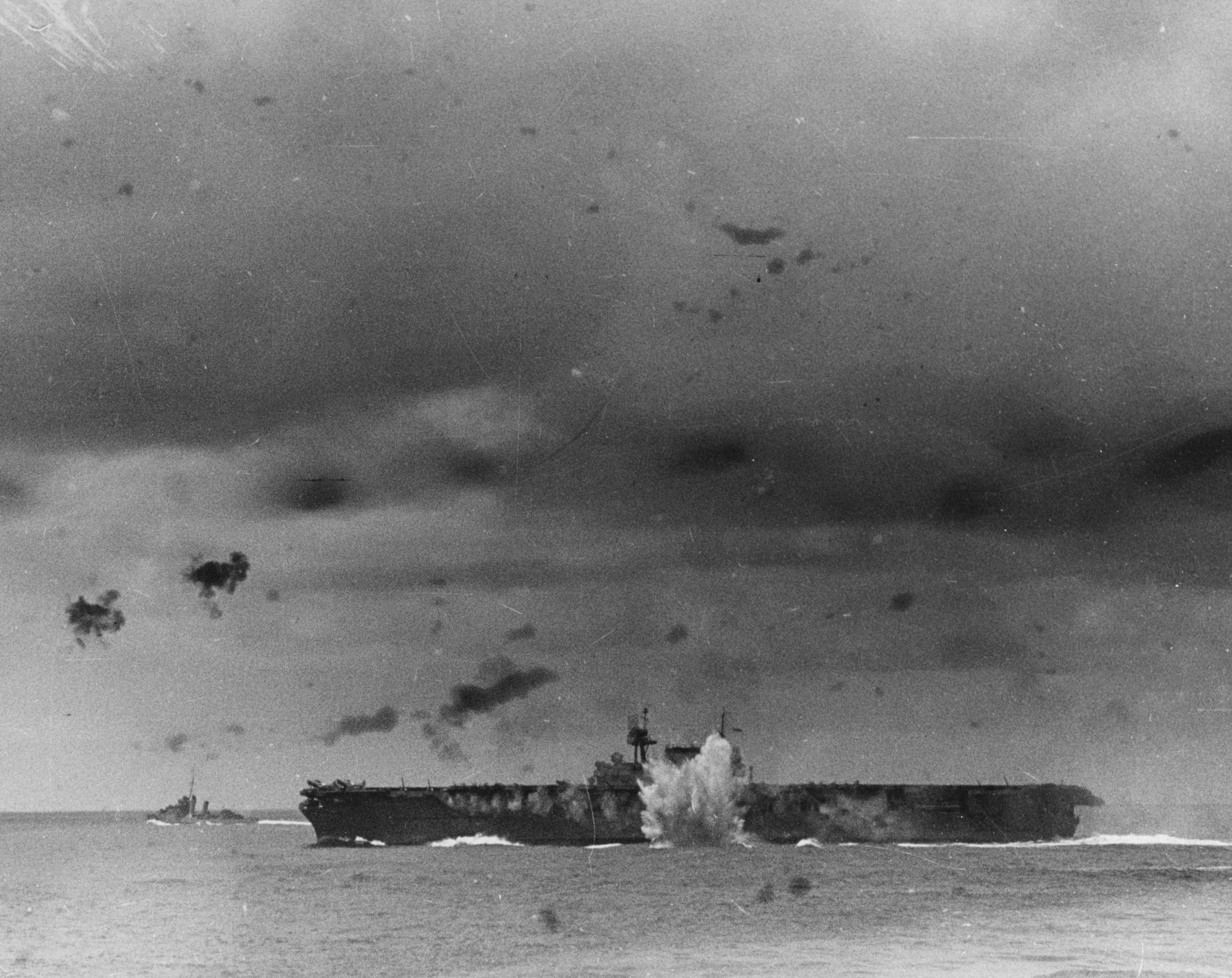
左舷に爆弾が命中したエンタープライズ。

6時55分、日本軍第1次攻撃隊は第17任務部隊（空母ホーネット、重巡2、防空巡2、駆逐艦6、直衛戦闘機38）を発見、ホーネットに攻撃を集中した。エンタープライズ隊はスコールの下にあって、攻撃を受けなかった。まず瑞鶴艦爆隊第二中隊が攻撃し、1発目の爆弾は至近弾となり、2発目は飛行甲板中央部に命中。さらにこの後爆弾2発が命中した。続いて第一中隊と第三中隊が攻撃、爆弾は命中しなかったが被弾した佐藤兵曹長機がホーネットの煙突前部に突入し火災を生じさせた。その後、翔鶴の艦攻隊が攻撃を実施し、ホーネットの右舷の前部機械室と対空砲弾庫付近に魚雷が命中した。被雷による浸水でホーネットは全動力を失い停止した。

また付近にいた護衛艦艇も攻撃を受け、雷撃機1機は重巡ペンサコラを攻撃したが魚雷は外れた。被弾した雷撃機はペンサコラに突入を試みたものの、艦首外側数メートルの海中に墜落した。また駆逐艦アンダーソンは雷撃機から機銃掃射を受けたものの目立った被害はなかった。
日本軍攻撃隊は7時20分には引き上げ、海上ではホーネットが激しく炎上していた。同艦は電気系統の全滅により消火ポンプが使用不能であったため消火器やバケツリレーによる消火作業が行われ、さらに駆逐艦モリス、ラッセル、マスティンによる消火作業の支援により8時ごろまでにはほぼ消火に成功した。重巡洋艦ノーザンプトンが依然航行不能であったホーネットの曳航を開始したが、曳航索が切れ作業はやり直しとなった。日本軍第一次攻撃隊はホーネットに重大な損傷を与えたものの、大損害を受けた。零戦5、艦爆17、艦攻16（翔鶴〈零戦2、艦攻16〉、瑞鶴〈零戦3、艦爆17〉）を喪失。戦死者には攻撃隊指揮官村田重治少佐も含まれる。瑞鶴飛行隊長高橋定大尉の艦爆と僚機は被弾損傷と燃料切れで墜落し、高橋大尉はタンカー玄洋丸に救助された。また不時着により艦攻6機、艦爆5機、零戦2機が失われた。これは後述の翔鶴と瑞鳳の被弾損傷により収容可能艦が瑞鶴のみとなり、燃料切れで不時着した機が多数あった為である。また生還しつつも誘導の失敗により帰投できなかった機が2機あったという。
日本側第2次攻撃隊は、8時15分に健在の第16任務部隊（空母エンタープライズ、戦艦サウスダコタほか）と、炎上漂流中のホーネットを発見する。先に到着した翔鶴艦爆隊は無傷のエンタープライズに攻撃を集中し、直撃弾を与えた。

また翔鶴艦爆隊が到着する直前の8時1分、不時着したエンタープライズの雷撃機の救助に向かった駆逐艦ポーターに雷撃機から誤って発射された魚雷が命中した。ポーターは航行不能になり僚艦の砲撃により処分された。8時35分、遅れて発進した瑞鶴雷撃隊はエンタープライズに魚雷を発射したが命中しなかった。被弾した艦攻1機は駆逐艦スミスに体当たりした。艦攻が搭載していた魚雷が爆発し、砲塔付近にあった弾薬が誘爆して大火災が発生した。しかし艦長の判断で付近を航行中の戦艦サウスダコタに接近し、サウスダコタの艦尾波でスミスは奇跡的に消火に成功した。日本軍第2次攻撃隊はエンタープライズ等に損害を与えたものの、未帰還（艦攻9機、艦爆10機、零戦1機）、不時着（艦攻1機、艦爆2機、零戦1機）、合計24機（零戦2、艦爆12、艦攻10）を喪失した。サウスダコタは対空砲火で日本軍機26機撃墜を報じた。

### 翔鶴の被弾と日本軍の追撃

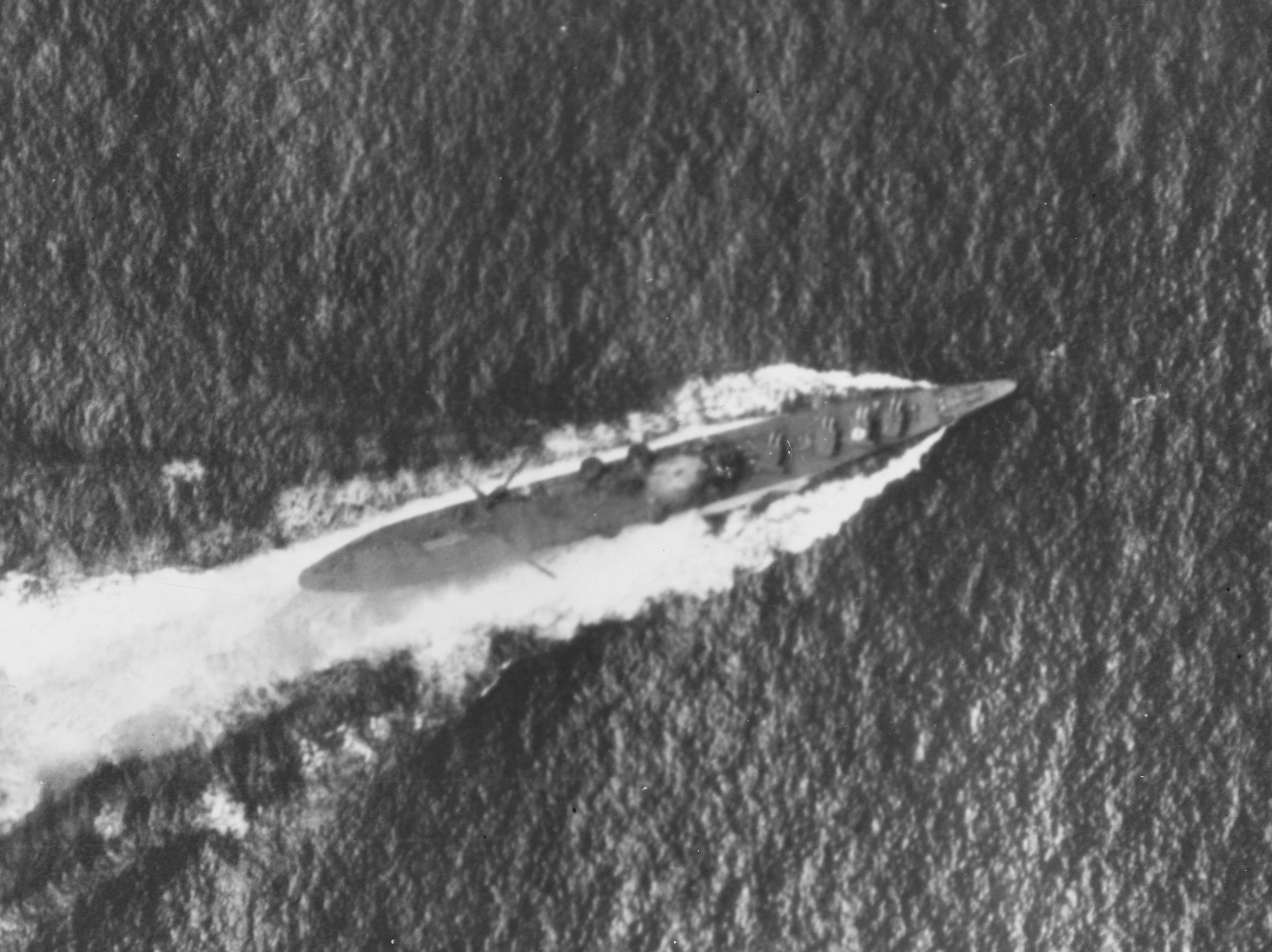
全速で回避する筑摩。

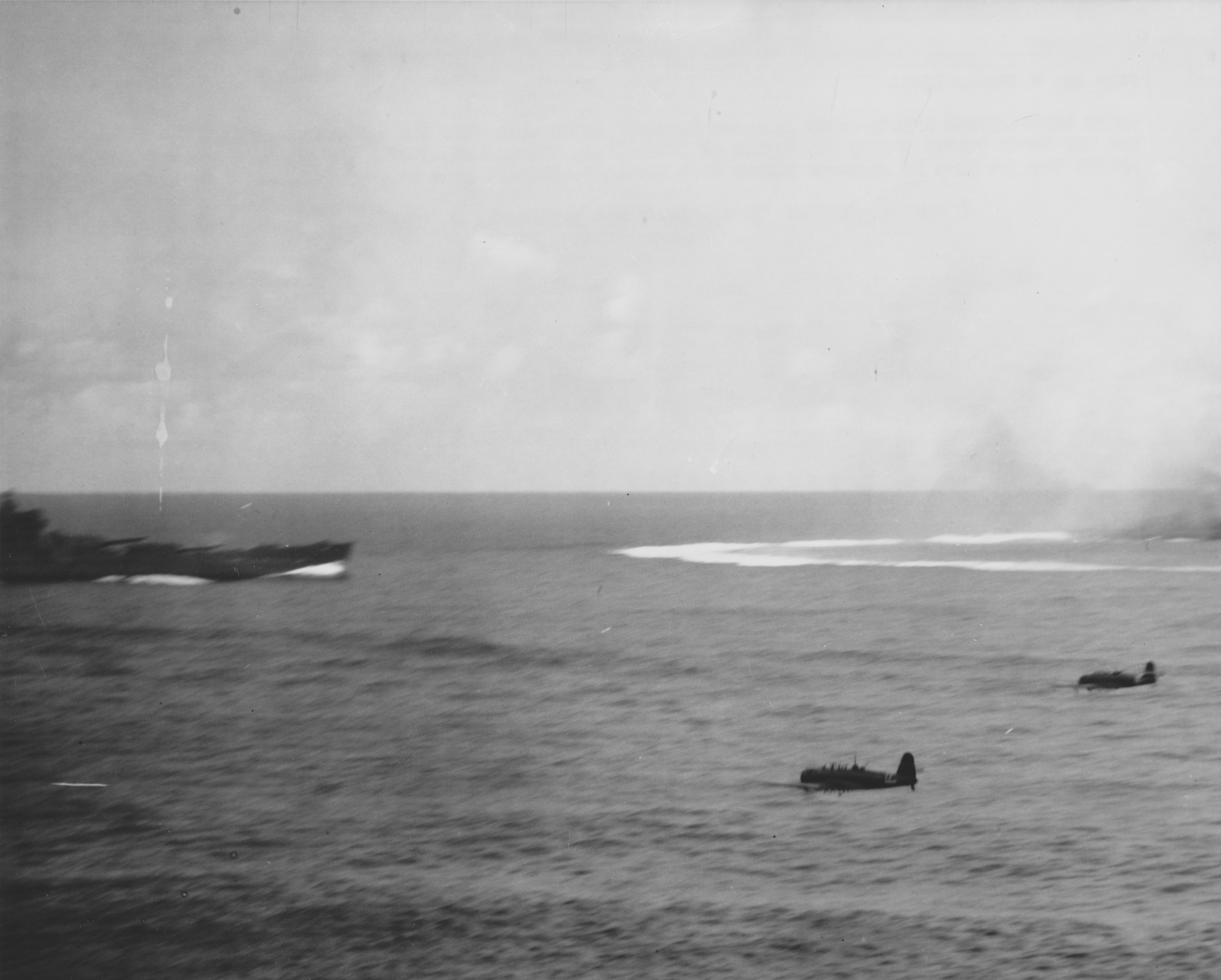
戦艦サウスダコタに雷撃する97艦攻。

日本軍南雲機動部隊では、午前6時40分に翔鶴レーダーが135度距離145kmに敵機群を発見した。午前7時18分にSBDドーントレス爆撃機15機を確認する。直衛の零戦は15機（翔鶴10、瑞鶴5）だったという。まず重巡洋艦熊野が攻撃されたが、命中弾はなかった。ホーネット第1次攻撃隊は午前7時27分（日本時間10時50分）、日本機動部隊を発見する。直後に零戦9機からなる日本軍直掩隊が現れF4F 2機が撃墜された。急降下爆撃隊15機は戦闘機の掩護なく進撃を続けたが、更に零戦隊に襲われた。SBD 2機が撃墜され、2機が被弾により母艦に帰投した。残る11機は南雲機動部隊の旗艦翔鶴を攻撃し、飛行甲板後部に450キロ爆弾4発命中という戦果を挙げた。この攻撃で翔鶴では高角砲弾が誘爆するも、ミッドウェー海戦の時とは異なり航空機用燃料・弾薬誘爆を避けられたため、沈没には至らなかった。受信可能だが送信不可能になった翔鶴は消火作業を行いつつ北上し（8時20分以降、駆逐艦嵐が通信代行）、瑞鳳と護衛駆逐艦と共に戦場から避退した。南雲長官は航空戦の指揮を第二航空戦隊司令官（隼鷹）に委ね、瑞鶴を指揮するよう命じた。機動部隊司令部が駆逐艦嵐に移乗したのは、損傷艦がアメリカ軍機の攻撃圏外に出た夕刻のことだった。
エンタープライズ隊およびホーネット攻撃隊の一部（第一次攻撃隊のTBF 6機、第二次攻撃隊のF4F 7機、SBD 9機、TBF 9機）は日本空母を発見できず、南雲機動部隊前衛部隊を攻撃した。特にエンタープライズ隊は瑞鳳零戦隊と空中戦をおこなったため燃料が不足しており、さらに高度を失っていたので、目の前の機動部隊前衛を攻撃するしかなかった。雷撃機は鈴谷と磯風を狙い、鈴谷（第七戦隊司令官西村祥治少将、鈴谷艦長木村昌福大佐）は複数の魚雷を回避した。また利根も魚雷を回避した。
また3機のドーントレスは金剛型戦艦を攻撃し、二番砲塔と右舷中央に命中させたと主張する。実際に彼らが攻撃し大破させたのは、戦艦ではなく利根型重巡洋艦の筑摩だった。前衛艦隊の先頭にいた筑摩は午前7時から8時にかけての空襲で複数の爆弾が命中、多数の乗組員が死傷し、艦長の古村啓蔵大佐は負傷した。午前9時19分、最大発揮速力23ノットとなった筑摩は、駆逐艦2隻（谷風、浦風）に護衛されて退避した。
日本軍前進部隊（第二艦隊司令長官近藤信竹中将）に属していた角田覚治少将麾下の第二航空戦隊（空母隼鷹）は、まず午前7時に隼鷹第1次攻撃隊29機（指揮官志賀淑雄大尉：艦爆17機、零戦12機）を発進させた。午前8時40分ごろ米軍機動部隊を発見。つづいて近藤長官の命令により午前8時18分をもって機動部隊指揮官（南雲忠一中将）の指揮下に入り、3隻（隼鷹、黒潮、早潮）は機動部隊本隊と合流すべく行動を開始（前進部隊との分離は9時30分）。続いて南雲部隊旗艦翔鶴の被弾と通信能力喪失により航空戦の指揮をまかされ、瑞鶴を指揮下に入れた。
二航戦第一次攻撃隊は、午前9時20分以降、第16任務部隊に対する攻撃を開始した。雲高3500メートル雲底500メートルと視界が悪く、攻撃は分散され、また爆撃精度も悪化した。空母を狙おうとして果たせず、仕方なく護衛の戦艦や巡洋艦を爆撃した機もある。攻撃隊はエンタープライズに至近弾1発を与え、右舷中央部の船体を60センチ陥没させ、若干の浸水が始まった。戦艦サウスダコタには4発の爆弾が投下され、1発が第一砲塔に命中する。艦長が軽傷を負い、付近の銃座に損害を与えたが、決定的打撃とはならなかった。にもかかわらず、動揺した士官が操舵系を無断で第2戦闘指揮所に切り換えたため数分間操艦不能となり、結果サウスダコタは空母エンタープライズに突進した。この時はエンタープライズが4万トンの巨艦を回避し、大惨事をまぬかれた。また軽巡サン・ファンには6発の爆弾が投下され、内1発が艦尾に命中したが、船体を貫通して海中で爆発した。サン・ファンは一時的に操舵不能となった。隼鷹第1次攻撃隊は攻撃終了後、集合点に集まったところを先回りしたアメリカ軍戦闘機に襲われ、艦爆9機が一挙に撃墜されたという。二航戦第一次攻撃隊は艦爆11（自爆9、不時着2）を喪失し、零戦4機が瑞鶴に着艦した。

### アメリカ軍の撤退

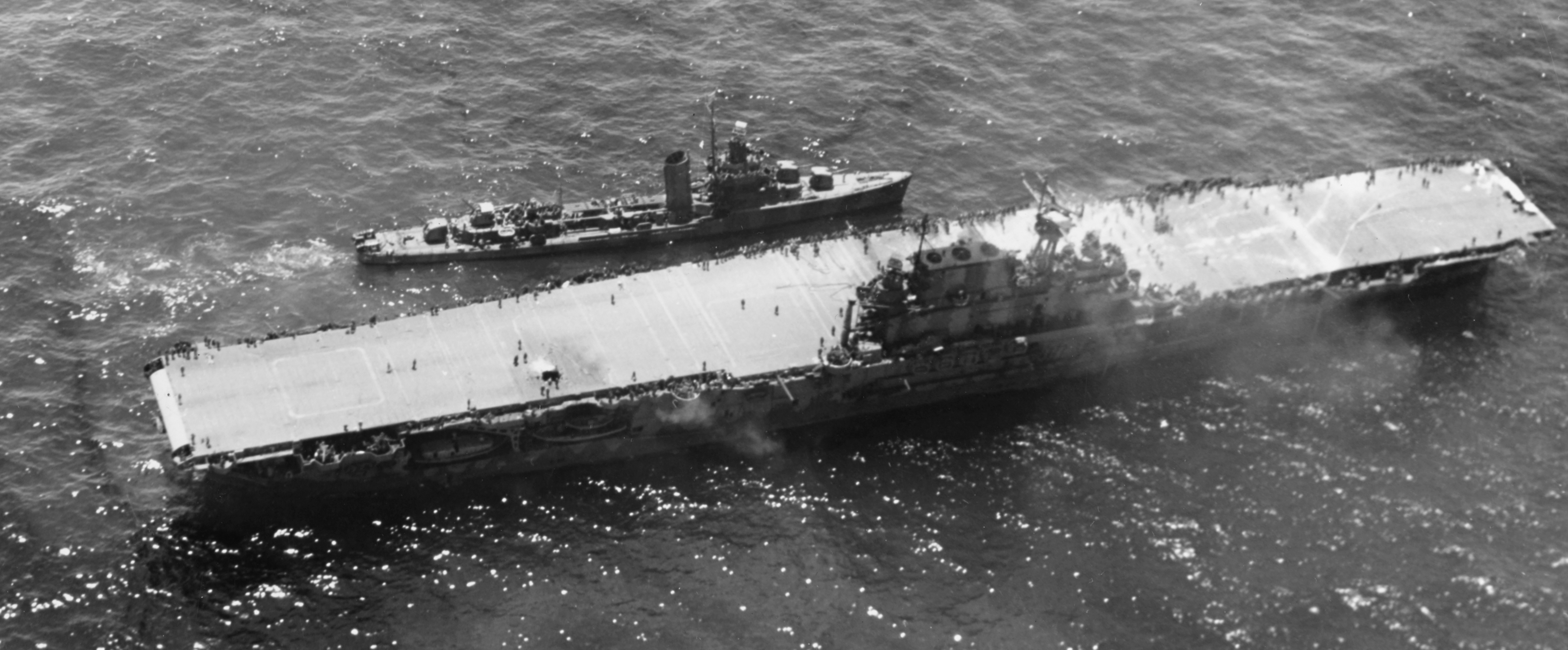
駆逐艦に乗員を退艦させるホーネット。

日本軍機動部隊の三次にわたる攻撃により、ホーネットは戦闘力を喪失、エンタープライズも中破した。エンタープライズは自身の所属機にくわえてホーネットの艦上機を収容しており、この時点で95機を積載していた。損傷しているエンタープライズは、空爆に対して極めて脆弱になっていた。第61任務部隊の状況に対し、日本軍には無傷の空母が残っており、キンケイド少将は撤退を決めた。キンケイド提督は、第17任務部隊のマレー少将にホーネットの曳航作業継続を命じると、第16任務部隊は南東へ退避をはじめた。ノーザンプトンはより太い曳航索を用いてホーネットの曳航を再開した。
一方日本軍は航空機に多大な損害を受けていたが、残存機をすべて投入して米艦隊の追撃を開始した。第一次攻撃隊発進後の空母隼鷹はただちに第二次攻撃隊発進準備につとめたが、戦艦榛名より『敵大型陸上機十数機発見』の報告があり、攻撃隊発進を中止して上空警戒機（零戦4、艦攻5空中退避）を発進させる。だが味方機と判明し、ふたたび第二次攻撃隊発進準備に努めた。午前11時13分、隼鷹から第2次攻撃隊（艦攻7機、零戦8機）が発進した。零戦のうち2機は瑞鶴所属機（白根大尉）、1機は瑞鳳所属機だった。この時の隼鷹には白根大尉の零戦だけではなく、被弾した他艦所属機（翔鶴艦攻1、瑞鶴零戦3、瑞鶴艦爆5、瑞鳳零戦1）も収容している。
続いて11時15分に瑞鶴から残存機すべての零戦5、艦爆2機、艦攻6機（爆弾装備）からなる第3次攻撃隊（指揮官田中一郎瑞鶴分隊長）が発進、他に触接の艦攻1機が同行した。艦攻6機のうち5機は瑞鳳の所属機だった。彼らは索敵から帰還後被弾した瑞鳳に降りられず、瑞鶴に着艦していたのである。また翔鶴所属の零戦2、艦爆1も参加している。
隼鷹第2次攻撃隊は13時13分に戦場に到達し硝煙で視界がぼやける中、速力3-4ノット程度でホーネットを曳航中のノーザンプトンを襲った。ノーザンプトンは曳航索を切って魚雷をすべて回避したが、ホーネットには魚雷1本が命中、傾斜が14度に増大する。また電気系統の復旧も不可能となった。そのためメーソン(ホーネット)艦長は総員退艦準備を発令した。隼鷹第2次攻撃隊は敵空母に魚雷3本以上命中、重巡洋艦に魚雷命中を報告し、零戦2機が行方不明・3機が不時着、艦攻2機が撃墜という損害を出し、零戦3機は「瑞鶴」に、艦攻5機は「隼鷹」に帰投した。1機の艦攻は魚雷を発射できず、隼鷹着艦寸前に魚雷を棄てている。
数十分後、瑞鶴第3次攻撃隊がホーネットを爆撃した。まず艦爆2機による爆撃で1発が至近弾となり、それにより傾斜が20度となった。ここに至って艦長は退艦命令を出した。次いで艦攻隊が高度2000m（規定では3000m）から800キロ爆弾による水平爆撃を行う。1発が飛行甲板後端に命中。他の5発は至近距離に落下し、衝撃波によりホーネットに大きな損害を与えた。この時、鈴谷索敵機や利根索敵機が、ホーネットがまだ沈没していないことを報告した。瑞鶴第3次攻撃隊は艦爆1機が隼鷹に不時着した他、全機無事に瑞鶴へ帰投した。
13時35分、隼鷹からこの日最後となる艦爆4機、零戦6機からなる隼鷹第3次攻撃隊が発進していた。攻撃前、奥宮航空参謀が加藤舜孝中尉（隼鷹艦爆隊先任将校）に出撃を命じると、加藤中尉は「またいくんですか」と仰天して立ち上がったという。15時10分、隼鷹第3次攻撃隊は漂流中のホーネットを発見、20分ほどエンタープライズを捜索したが発見できず、ホーネットを目標として爆撃を開始した。爆弾1発が命中。ホーネットは炎上しつつ右舷に傾斜した。隼鷹第3次攻撃隊は爆弾4発命中を記録し、全機が帰還している。隼鷹は第三次攻撃隊を収容したのち、一旦北上して破損機の修理を実施。23時頃、空母瑞鶴と合同した。翌日使用可能兵力は、隼鷹隊（零戦11、艦爆8、艦攻5）、瑞鶴隊（零戦33、艦爆10、艦攻19）であったという。
支援部隊指揮官（近藤信竹中将、旗艦「愛宕」）が指揮する前進部隊は、アメリカ軍機動部隊に水上戦闘を挑むため追撃戦に移った。機動部隊前衛も近藤長官の指揮下に入ったが動きが鈍く、旗艦「愛宕」からの再三による進撃命令を受けてようやく東進を開始、前進部隊と協同行動をとることになった。
一方のアメリカ軍はホーネットから総員を退艦させると、駆逐艦マスティンとアンダーソンにホーネットの自沈処分を命令した。2隻は少なくとも魚雷16本を発射し、9本は起爆した。だがホーネットは沈まず、魚雷を使い果たした両艦は12.7cm砲弾300発を撃ち込んだが、ホーネットなおも浮いていた。2隻は日本軍索敵機（長良機）に発見されたため、急いで現場海域から離脱した。日本軍前進部隊は、長良機・五十鈴機・摩耶機などに誘導されながら接近した。日が暮れようとする海原を前進した日本海軍前進部隊は、彼方から遠雷のような砲声を聞いた。これは、先にマスティンとアンダーソンがホーネットに砲弾と魚雷を撃ち込んでいた音だったと考えられた。
18時30分頃、近藤長官は第二水雷戦隊や各艦（妙高、高雄、巻波、陽炎）に米駆逐艦2隻や残存部隊の追跡を命じたが、全速で逃走する駆逐艦の捕捉は難しく、各隊は追跡を諦めてホーネットの傍に戻った。
連合艦隊司令部はドーリットル空襲で日本に衝撃を与えたホーネットを捕獲しようと試み、「事情許さば、拿捕曳航されたし」と前進部隊に迫った。だがホーネットは火災と浸水でひどく損傷しており、曳航は不可能だった。「鉄の船があんなによく燃えるものか」という愛宕乗組員の感想が残っている。秋雲は12.7センチ砲24発をホーネットに撃ち込んだが微動だにせず、爆雷での処分も検討されたが、爆雷の射程が短く断念された。結局、魚雷で処分することとなり、秋雲と巻雲からそれぞれ2本ずつ発射され、3本が命中した。ホーネットは秋雲と巻雲が見守る中、10月27日午前1時35分、サンタクルーズ諸島沖に沈んでいった。日本軍は救助したアメリカ軍兵士の尋問結果から、アメリカ軍の戦力や沈んだ空母がホーネットであることを知った。

## 結果
空母翔鶴にはレーダー（21号電探）が装備されていたため、日本側はミッドウェー海戦に比べると効果的な防空を行うことができた。また機動部隊の前方に囮として前衛部隊（戦艦〈比叡、霧島〉、重巡洋艦〈鈴谷、利根、筑摩〉、第十戦隊の軽巡洋艦と駆逐艦）を横に並べたため、筑摩の大破と引き換えに後方の空母への被弾を抑えることができた。10月30日、支援部隊（前進部隊、機動部隊）はトラック泊地に帰投した。ただし空母4隻（飛鷹、翔鶴、瑞鶴、瑞鳳）それぞれ損傷の修理と航空隊の補充のため随時内地へ回航されることになり、太平洋で作戦行動可能な日本軍の空母は隼鷹1隻となった。
この海戦でアメリカ軍は空母ホーネットを失い、エンタープライズも中破したため、太平洋における稼働空母数は一時的に0となり、アメリカ軍側に「史上最悪の海軍記念日」と言わしめた。しかし搭乗員の損害は少なく、ヘンダーソン飛行場基地も健在だった。アメリカ軍はニューカレドニアのヌーメアでエンタープライズの応急修理を実施した。同艦は修理をおこないながら第三次ソロモン海戦に参戦し、ガダルカナル島南方に進出して日本軍の艦艇に脅威を与え続けた。1943年からは修理を終えた空母サラトガに加え、イギリス海軍から空母ヴィクトリアスを借りて間を埋めた。日本側は本海戦によりアメリカ機動部隊を一時的に行動不能としたが局地的勝利にとどまり、ガダルカナル島奪回という戦略目標を達成できなかった。
連合艦隊は昭和天皇から勅語を賜った。天皇は侍従武官城英一郎大佐に「敵空母を大いに撃破したから本土空襲（ドーリットル空襲）の可能性はなくなったのではないか」と下問し、武官は「（連合軍には）特設航空母艦が20数隻あるので楽観できない」と上聞している。
日本側はこの海戦において勝利を収めたが、宇垣連合艦隊参謀長が翔鶴艦長や瑞鳳艦長に「敵ばかりやっつけて味方が何の損害のないと云う事はあり得ない」と諌めた通り、大きな損害を出した。特に艦爆隊や艦攻隊の損害が大きく、翔鶴飛行隊長村田重治少佐（戦死後大佐）をはじめとする真珠湾攻撃以来のベテラン搭乗員を多数失い、爾後の作戦に影響を与えた（下記損害参照）。特に急降下爆撃機の損害が大きく、戦訓から母艦搭載機定数は艦爆の数を減らしている。また投弾後の艦上爆撃機が敵戦闘機に襲われた時の空戦能力の低さ、九九式艦上爆撃機の旧式化など複数の要素が絡み、零式艦上戦闘機を戦闘爆撃機として運用する爆戦の構想がうまれた。1943年（昭和18年）中盤より第二航空戦隊で爆装零戦の訓練がはじまった。1944年（昭和19年）2月1日に小型空母3隻（瑞鳳、千歳、千代田）で第三航空戦隊が新編されると、三航戦の第六五三海軍航空隊の主力は爆装零戦となった。
本海戦の損害を補うべく、日本海軍は教育部隊の教官を前線に出したり、飛行学生を卒業したばかりの士官を母艦に配属するなど、必死で穴埋めをする。奥宮参謀は、新任搭乗員が本海戦前母艦航空隊の技量になる時期を1943年6月以降と推測したが、その再建した航空兵力はい号作戦、ろ号作戦（ブーゲンビル島沖航空戦）、ギルバート諸島沖航空戦、ギルバート・マーシャル諸島の戦い、トラック島空襲、マリアナ・パラオ諸島の戦いといった航空戦における大敗北で完全に消耗してしまい、終戦までその損害を補うことが出来なかった。
また本海戦の目的の一つとも言うべき日本陸軍部隊の支援についても結果的には失敗、連合軍はヘンダーソン基地を堅持した。山本五十六連合艦隊長官は「海軍の大戦果に呼応し、このさい一挙に敵を撃滅されたし」と陸軍に連絡したが、陸軍は予備兵力なしとして断ったという。日本海軍では下士官兵はおろか将校までが陸軍を批判していたのが目撃されている。
日本側の連合艦隊戦闘速報第一号は「「ソロモン」海域ニ作戦中ノ聯合艦隊ハ二十六日早暁「サンタクルーズ」北方海面ニ於テ空母四隻、戦艦四隻其他巡洋艦、駆逐艦ヲ合セ 計二十余隻ヨリナル敵艦隊ヲ捕捉シ 二十時迄ニ其全空母ヲ撃滅、敵ヲ潰乱ニ陥シイレ目下夜戦部隊ノ全力ヲ以テ残敵ヲ追撃中ナリ」というものだった。
その後も「米空母3、戦艦サウスダコタ、巡洋艦3隻（内1隻戦艦なるやもしれず）、駆逐艦1隻撃沈、巡洋艦3隻大破、駆逐艦3隻大破または中破、航空機50以上撃墜」と報じた。10月27日午後8時30分、大本営海軍部は「米空母3-4隻、戦艦1隻撃沈。大破戦艦1隻、巡洋艦1隻、艦種不明1隻。中破戦艦1隻、巡洋艦3隻、駆逐艦1隻。敵機200機以上を喪失せしむ。わが方の損害は空母2隻、巡洋艦1隻小破せるも、戦闘航海に支障なし。未帰還機40機、本海戦を南太平洋海戦と呼称す」と大勝利を宣伝した。
また愛宕（第二艦隊旗艦）が傍受した日本語のハワイ放送（日本向け宣伝放送）によれば「日本軍空母7隻、大巡5隻、駆逐艦数隻撃沈、米軍損害は駆逐艦1隻沈没」だったという。しかし、これはあくまで敵国に対するプロパガンダであり、アメリカ海軍の公式発表では戦果を「日本軍空母2隻損傷、巡洋艦1隻大破」とほぼ正確に伝えており、損失を「空母1隻沈没、駆逐艦『ポーター』沈没」と、撃沈された艦も隠さず発表している。特に、空母が撃沈されたことはルーズベルト大統領が自分で発表したもので、敵に情報を与えないことを重要視していたニミッツはこれに激怒、後日のレンネル島沖海戦で重巡洋艦シカゴが撃沈された時は、副官のドレークに「（ホーネットの時のように）シカゴが沈んだことをもらす者は撃ち殺してやる」と言っていた。
日本軍大勝利の報道に対し、奥宮参謀は「空母1隻撃沈程度と推定しつつも、搭乗員の申告を黙認せざるを得なかった」と述べている。村田少佐をはじめ、熟練搭乗員や攻撃隊主要幹部が戦死したことも戦果確認を困難とした一因だった。また搭乗員の中には米空母6隻存在を主張する者もあり、また第二航空戦隊の強い主張で空母3隻撃沈という判定になったという。これは双方の機動部隊が広範囲に展開するため敵軍の全貌をつかみにくいという問題も絡んでおり、第十一戦隊は二式艦上偵察機のような高速偵察機の本格的な投入と、常に敵艦隊と接触し続けることの重要性を報告している。二式艦上偵察機は機体の強度不足を補強する前の彗星艦上爆撃機の試作機の改造機で、その高速度からミッドウェー海戦でも試作機の十三試艦上爆撃機が空母蒼龍で使用されたが無線機故障で索敵の役を果たせず、さらに母艦の喪失で失われて「彗星」開発計画に多大な遅延が生じた。本海戦では空母翔鶴から偵察機として2機が発進した。アメリカ軍機動部隊と違う方向を偵察してしまい、索敵に失敗したという。「翔鶴飛行機隊戦闘行動調書」には記録が残っていない。この二式艦偵は陸上基地を経由して母艦に帰投した。
日本軍は軍令部や大本営を含めて本海戦で大勝利を収めたと信じ、「今一押し」でガダルカナル島の戦いに勝利するのも目前だと考えた。日本陸軍総攻撃の失敗は衝撃的だったが、本海戦の勝利により、大本営陸海軍部は従来どおりガダルカナル島奪回の方針を維持した。またアメリカ海軍機動部隊を撃破したので、日本側の作戦にとって相当有利と認識した。そこで陸軍第三十八師団を輸送船11隻に分乗させ、ガダルカナル島へ強行輸送する作戦を立案する。この時、戦艦2隻（比叡、霧島）でヘンダーソン飛行場砲撃を実施することになった。日本軍の作戦を察知したアメリカ軍は、空母エンタープライズに応急修理を施して戦線に復帰させ、さらに大和型戦艦と同世代の新型戦艦2隻（サウスダコタ、ワシントン）をガダルカナル島周辺海域に投入した。こうしてガダルカナル島へ向かう日本軍艦隊との間に第三次ソロモン海戦が発生し、鉄底海峡（アイアンボトム・サウンド）に多数の両軍艦艇が沈むことになった。

## 損害

### 日本
- 大破：空母 翔鶴、重巡 筑摩[188]
- 中破：空母 瑞鳳[188]
- 小破：駆逐艦 照月[188]（26日夜、大型機の爆撃による）
- 航空機損失：92機
- 航空機搭乗員戦死：148名[324]
- 艦船乗組員戦死：250－350名[325]

### アメリカ
- 沈没：空母 ホーネット、駆逐艦 ポーター
- 大破：駆逐艦 スミス
- 中破：空母 エンタープライズ
- 小破：戦艦 サウスダコタ、軽巡 サン・ファン
- 航空機損失：81機
- 航空機搭乗員戦死：26名(捕虜となった4名含む）
- 艦船乗組員戦死：240名
- 戦死者合計266名[326]

### 日本海軍艦載機群
この戦いで、日本海軍の艦載機部隊は艦爆・艦攻隊を中心に大きな被害を出した。
- 出撃機数
  - 翔鶴

第一次攻撃隊 零戦4、艦攻20（総指揮官：翔鶴飛行隊長村田重治少佐）
第二次攻撃隊 零戦5、艦爆19（指揮官：翔鶴飛行隊長関衛少佐）
直掩機 零戦10
触接機 艦攻1
偵察隊 艦攻 数機(早朝出撃)
全機母艦に収容不能（翔鶴被弾に因る。一部は瑞鶴、隼鷹に着艦）
  - 瑞鳳機

偵察隊 艦攻 数機
第一次攻撃隊 零戦9
全機母艦に収容不能（瑞鳳被弾に因る、一部は瑞鶴、隼鷹に着艦）
  - 瑞鶴

第一次攻撃隊 零戦8 艦爆21
第二次攻撃隊 零戦4 艦攻16（帰還・再出撃機含）
第三次攻撃隊 零戦5、艦爆2、艦攻6（帰還・再出撃機含）
  - 隼鷹

第一次攻撃隊 零戦12、艦爆17
第二次攻撃隊 零戦8、艦攻7（帰還・再出撃機含）
第三次攻撃隊 零戦6、艦爆4（帰還・再出撃機含）

- 帰還機数
  - 一航戦(翔鶴、瑞鶴、瑞鳳)

第一次攻撃隊 20（このうち約半数が修理不能として海中投棄。3艦で62機出撃して瑞鶴、隼鷹に着艦できたもの）
第二次攻撃隊 20（これも半数以上が修理不能のため海中投棄。翔鶴、瑞鶴合わせて44機出撃）
第三次攻撃隊 13（未帰還機無）
  - 二航戦(隼鷹)

第一次攻撃隊 18
第二次攻撃隊 8
第三次攻撃隊 10（未帰還機無）

- 総計

未帰還機数 零戦17、艦爆31、艦攻21、計69。
不時着 零戦7、艦爆9、艦攻7、計23。（海中投棄機数を除く）
喪失機数計 零戦24(39.3%) 艦爆40(63.4%) 艦攻28(58.3%)
※カッコ内の割合は延べ全出撃数（偵察・直掩機は除く）に対する喪失機数割合
戦死搭乗員 零戦17、艦爆62、艦攻66、計145名

ミッドウェー海戦と、ガダルカナル島を巡る一連の海戦（第二次ソロモン海戦、南太平洋海戦）で、ハワイ奇襲以来の日本海軍空母航空部隊は完全に消耗した。再建を目指した航空部隊はい号作戦、ろ号作戦（ブーゲンビル島沖航空戦）、トラック島空襲、マリアナ沖海戦、台湾沖航空戦等ですり潰され、この後終戦まで二度と同規模・同水準の部隊となることはなかった。

## 人物像
第二航空戦隊司令官角田覚治少将は、勇猛果敢な指揮により日本軍の勝利に貢献した。空母同士の交戦がはじまると、角田は旗艦隼鷹をためらわずに敵機動部隊の方向に進出させた。攻撃を命じる際、角田少将の意を受けて空母隼鷹の崎長飛行長が発した「敵の位置は、まだ飛行隊の行動範囲外であるが、本艦は全速力で飛行隊を迎えに行く」という命令は、彼の猛将ぶりを示すものとして伝説になっている。更に、炎上中の空母ホーネットに向かった攻撃隊を、無傷のエンタープライズが発見されるや即座に攻撃目標の変更を命じるなど、柔軟にして即断即決の指揮は、高く評価されている。奥宮正武第二航空戦隊参謀は、日本軍水上艦艇（近藤中将）の追撃は及び腰で「水上部隊にも角田がいれば」と述べている。
角田の他にも、有馬正文大佐（当時、翔鶴艦長）の果敢な姿勢が目立った。SBDの爆撃で翔鶴が被弾炎上すると、有馬は囮（）としてアメリカ軍機動部隊に突入することを主張したが、草鹿参謀長に「飛行甲板の大破した空母で戦えるのか」と諌められた。翔鶴と瑞鳳がトラック泊地に帰投した際、有馬艦長と瑞鳳艦長の大林末雄大佐は戦艦大和の連合艦隊司令部をたずねた。山本五十六長官は有馬を呼び止め「もう少し追撃はできなかったのか」と問いかけ、有馬は南雲中将と草鹿少将の判断を庇うつもりで「あれが精一杯のところでした。あれ以上の追撃は無理だったでしょう」と返すと、2人のやりとりを耳にしていた黒島亀人先任参謀は「そうでしょうなぁ。あんたのところ（機動部隊）は北にばかり走りたがっていたから、追撃の考えは出なかったんでしょうね」と揶揄した。その後、翌年の1943年(昭和18年)4月18日に山本五十六長官が戦死(海軍甲事件)した後日、有馬は海兵同期の高木惣吉に「山本長官は間もなく戦死された。それなら、あの時に本音を言っておけば」と語ったという。
このように連合艦隊司令部は、南雲機動部隊の作戦に不満を抱いていた。本海戦時、宇垣纏連合艦隊参謀長は翔鶴の損傷と第一航空戦隊の後退を知り、撤退の禁止と米艦隊攻撃続行を命じた。するとある参謀が「敵と距離をとることは、むしろ敵をアウトレンジするのに有利」と進言し、その消極的な姿勢で宇垣参謀長を激怒させている。
一方で南雲忠一中将は、ミッドウェー海戦以降、数少なくなった空母を危険にさらすことを恐れ、敵の索敵機に発見されては避退の為に反転を繰り返すといった慎重な行動がみられる。瑞鳳と翔鶴の損傷後は、残る瑞鶴の指揮を角田少将に委ねて戦場を後にした。この後にエンタープライズを撃破し、先の攻撃で炎上していたホーネットに隼鷹攻撃隊を送り込んで止めを刺したのは、指揮権を移譲された角田少将の指揮によるものである。南雲は戦場を離れると17時30分に第四駆逐隊（有賀幸作司令）旗艦嵐に移乗し、近藤艦隊を追いかけている。翔鶴に乗艦していた中島親孝第三艦隊通信参謀によれば、翔鶴はアンテナの損傷により送信不可能となったため南雲司令部は秋月型駆逐艦照月経由で瑞鶴に移乗しようとしたところ照月が見当たらず、仕方なく駆逐艦嵐（第四駆逐隊司令艦）経由で命令を発していたという。海戦終了後、第三艦隊の参謀達が大勝利を喜ぶ中で、南雲はひとり物思いに沈んでいる様子だったという。本海戦のあと第三艦隊司令長官を小沢治三郎中将に譲った南雲中将は、11月11日付で佐世保鎮守府司令長官に任命される。翌年3月には村田重治大佐の生家を弔問している。
奥宮とは対照的に、草鹿龍之介（当時機動部隊参謀長）と吉田俊雄（当時海軍少佐、軍令部参謀）は、角田よりも近藤信竹中将（当時第二艦隊司令長官）を高く評価している。たとえば近藤と南雲の2人は同じ階級の中将だが、軍令承行令上、先任である近藤が南雲の指揮をとることになっていた。しかし近藤は第二次ソロモン海戦に続き、本海戦でも南雲機動部隊の行動に従い、機動部隊の行動に制約をあたえなかった。また近藤は指揮下の第二航空戦隊（空母隼鷹）を第三艦隊に預けると、自身は前進部隊を率いてアメリカ軍機動部隊を追撃した。吉田は「武人らしい気魂を感じさせるのは、近藤の采配が最も圧巻である」と述べている。草鹿参謀長は「近藤の宏大な度量、人格は私の大きな力になった」と回想している。なお草鹿は海戦後の研究会で「機動部隊指揮官が所在部隊（第二艦隊、第三艦隊）を統一指揮する必要がある。第二艦隊司令長官が（機動部隊を）指揮するのは作戦上具合が悪い」と意見している。

## 参加艦艇

### 日本
連合艦隊司令長官 ：山本五十六大将　参謀長：宇垣纏少将（トラック島）
支援部隊（軍隊区分）：指揮官　第二艦隊司令長官近藤信竹中将、旗艦「愛宕」

#### 第二艦隊
前進部隊（軍隊区分）
第二艦隊司令長官：近藤信竹中将　参謀長：白石萬隆少将
- 第三戦隊　司令官：栗田健男中将[353]
  - 戦艦：金剛、榛名
- 第四戦隊　第二艦隊司令長官近藤信竹中将直率
  - 重巡洋艦：愛宕（第二艦隊旗艦、支援部隊および前進部隊旗艦）、高雄
- 第五戦隊　司令官：高木武雄中将[354]
  - 重巡洋艦：妙高、摩耶[注 22]
- 第二航空戦隊　司令官：角田覚治少将[357]
  - 航空母艦：隼鷹 ― 艦載航空機48機[注 23]
- 第二水雷戦隊　司令官：田中頼三少将
  - 軽巡洋艦：五十鈴[359]
- 第十五駆逐隊　司令：佐藤寅治郎大佐[360][361]
  - 駆逐艦：黒潮、親潮、早潮、陽炎
- 第二十四駆逐隊　司令：中原義一郎中佐[362][363][364]
  - 駆逐艦：海風、涼風、江風
- 第三十一駆逐隊　司令：清水利夫大佐[365][366]
  - 駆逐艦：長波、巻波、高波
- 付属[352]
  - 工作艦明石、タンカー神風丸、尾上丸、日栄丸、神国丸、健洋丸、日本丸、玄洋丸、康良丸、駿河丸

#### 第三艦隊
機動部隊本隊（軍隊区分）
第三艦隊司令長官：南雲忠一中将　参謀長：草鹿龍之介少将
- 第一航空戦隊：南雲忠一司令長官直率
  - 航空母艦：翔鶴、瑞鶴、瑞鳳
  - 重巡洋艦：熊野[注 24]
- 第四駆逐隊　司令：有賀幸作大佐
  - 駆逐艦：嵐、舞風、野分[注 25]
- 第十六駆逐隊　司令：荘司喜一郎大佐
  - 駆逐艦：初風、雪風、天津風、時津風、浜風[注 26]
- 第六十一駆逐隊　司令：則満宰次大佐
  - 駆逐艦：照月[注 27]

機動部隊前衛（軍隊区分）
- 第十一戦隊　司令官：阿部弘毅少将[357]
  - 戦艦：比叡、霧島
- 第七戦隊　司令官：西村祥治少将[371]
  - 重巡洋艦：鈴谷[注 28]
- 第八戦隊　司令官：原忠一少将[367]
  - 重巡洋艦：利根、筑摩
- 第十戦隊　司令官：木村進少将
  - 軽巡洋艦：長良
- 第十駆逐隊　司令：阿部俊雄大佐
  - 駆逐艦：秋雲、風雲、巻雲、夕雲
- 第十七駆逐隊　司令：北村昌幸大佐
  - 駆逐艦：浦風、磯風、谷風

#### その他
南東方面部隊（軍隊区分）
- 第十一航空艦隊（司令長官草鹿任一中将）[372]（ニューブリテン島ラバウル）
  - 基地航空部隊（10月20日ころの作戦可能機数）[373]
    - 第五空襲部隊　ラバウル（一号零戦32、九六艦戦3、九八陸偵1）、ショートランド（九七式飛行艇5）
    - 第六空襲部隊　ラバウル（一式陸攻26）、ブイン（二号零戦19乃至26、九九艦爆10）
    - 第一空襲部隊　カビエン（一式陸攻10程度）
    - Ｒ方面航空部隊　ショートランド泊地（水上戦闘機、水上偵察機、合計20機程度）[118]

外南洋部隊（軍隊区分）
- 第八艦隊（司令長官三川軍一中将）
  - 水上艦艇：重巡鳥海、衣笠[注 29]、駆逐艦天霧、望月
  - 増援部隊：第三水雷戦隊、第四水雷戦隊[注 30]
  - その他：敷設艦津軽、軽巡龍田（第十八戦隊）、各根拠地隊

先遣部隊（軍隊区分）
- 第六艦隊（司令長官小松輝久中将）[377]（トラック泊地、旗艦「香取」）

### アメリカ
- 南太平洋部隊司令官 ウィリアム・F・ハルゼー中将（ニューカレドニア島ヌメア）

第16任務部隊
- トーマス・C・キンケイド少将
- 空母 エンタープライズ、搭載航空機95機（F4F36機、SBD44機、TBF15機）[378]
- 1942年10月26日の搭載航空機75機（F4F31機、SBD34機、TBF10機）
- 戦艦 サウスダコタ
- 第4巡洋隊
  - 重巡洋艦：ポートランド
  - 軽巡洋艦：サン・ファン
- 第5駆逐戦隊
  - 駆逐艦：マハン、カッシング、ポーター、スミス、プレストン、モーレー、ショー、カニンガム

第17任務部隊
- ジョージ・D・マレー少将
- 空母 ホーネット、搭載航空機82機 (F4F37機、SBD30機、TBF15機)[378]
- 1942年10月26日の搭載航空機84機（F4F37機、SBD30機、TBF17機）
- 第5巡洋隊
  - 重巡洋艦：ノーザンプトン、ペンサコラ
  - 軽巡洋艦：サン・ディエゴ、ジュノー
- 第2駆逐戦隊
  - 駆逐艦：モーリス、アンダーソン、ヒューズ、オースチン、ラッセル、バートン

第64任務部隊
- ウィリス・A・リー少将
- 戦艦：ワシントン
- 重巡洋艦：サンフランシスコ
- 軽巡洋艦：ヘレナ、アトランタ
- 駆逐艦6隻

その他
- 10月24日時点の連合軍航空兵力[373]
  - ガダルカナル島ヘンダーソン基地：航空機約70機（F4F 26機、SBD 20機、P-39 20機、P-40 6機、TBF 2機）
  - エスピリサント島　大型機83、小型機26
  - ニューカレドニア　大型機29、小型機61

## 南太平洋海戦が描かれた作品
映画
- 日本ニュース第177号「決戦〈南太平洋海戦〉」 - アメリカ側が撮影した戦闘中のホーネットのフィルム映像を日本側が入手し6分ほどに編集したもので、1943年10月27日に国民に向け公開された。この映像はNHKの戦争証言アーカイブス内で公開されており、ネット視聴することができる。
- 連合艦隊司令長官 山本五十六（監督：丸山誠治、1968年）
- 連合艦隊（監督：松林宗恵、1981年）

書籍（ノンフィクション）
- 豊田穣『悲劇の提督・南雲忠一中将 波まくらいくたびぞ』講談社
- 空母艦攻隊 - 滝沢聖峰のコミックス。真珠湾攻撃とその帰路の ウェーク島攻略から、南太平洋海戦までを九七式艦上攻撃機のペア（この機体の場合3座なので、機体前方から操縦員・偵察員兼機長・電信員兼射撃要員の合計3名の事をペアと言う）を中心に描いている。
- 日米空母決戦（双葉社スーパームック 超精密3D CGシリーズ 42） - 大戦期に造詣の深い栃林秀により、当時の機械の動作や戦史に忠実に、全編CGで制作されたドキュメントDVD。書籍に付録する形式で販売されている。27分。

ボードシミュレーションゲーム
- 南太平洋海戦（ツクダホビー）